# Confederación Nacional de Comunidades del Perú Afectadas por la Minería
CONACAMI (Confederación Nacional de Comunidades del Perú Afectadas por la Minería) es una organización peruana que defiende los derechos de los pueblos originarios cuyas comunidades se encuentran cerca de proyectos mineros a gran escala (actuales o futuros). Su objetivo es protegerlos de los potenciales impactos negativos de la minería. 
En Perú, de las 6000 comunidades existentes, 3200 sufren las consecuencias negativas de las industrias extractivas. CONACAMI, como organización nacional, brinda apoyo a las 19 organizaciones regionales que atienden los conflictos específicos entre las comunidades indígenas y las empresas mineras.
La CONACAMI es miembro de la Coordinadora Andina de Organizaciones Indígenas.

## Sobre la institución
CONACAMI se dedica a proteger a los pueblos indígenas y sus comunidades de los impactos negativos de las industrias extractivas. Estos impactos incluyen los ambientales, como la contaminación del agua con mercurio, cianuro y metales pesados, la contaminación del aire, incluido el envenenamiento por plomo, los residuos sólidos y otros. 
También hay impactos sociales que abarcan, entre otros, la vulneración de los derechos humanos en el proceso de toma de decisiones, la inmigración de personas en busca de empleo a la comunidad y los problemas de salud y accidentes mortales de los trabajadores. En tercer lugar, pueden existir impactos culturales. Estos incluyen la pérdida o el cambio de los medios de vida tradicionales, la destrucción o el daño del patrimonio cultural y la perturbación de los sitios naturales sagrados, principalmente debido a la minería a cielo abierto.
El exdirigente de CONACAMI, Miguel Palacín, explicó este último impacto en una entrevista en 2005: "Abrir un tajo en la montaña más alta, el Apu, es como abrir un agujero en la Catedral de Lima para los católicos". 
Además de los impactos negativos descritos, también existen posibles aspectos positivos de la minería, como nuevas oportunidades de empleo, mejora de la infraestructura y los servicios y diferentes programas sociales, ambientales o de patrimonio cultural establecidos por las empresas mineras o las autoridades regionales. Sin embargo, estos potenciales impactos positivos en las comunidades locales a menudo quedan en promesas que no se cumplen. Las comunidades afectadas invocan el Convenio 169 de la OIT para defender su derecho al Consentimiento Libre, Previo e Informado (CLPI) sobre las actividades que afectan sus vidas.
CONACAMI se inspira en el concepto andino del Sumaq kawsay (en quechua: buen vivir), contraponiéndolo al modelo occidental neoliberal. Propone una forma de vida basada en la armonía y el respeto mutuo entre las personas, las comunidades y el medio ambiente, donde no solo importan los derechos humanos sino también los de la Madre Tierra (Pachamama). Nadie, ya sea individuo o colectivo, debe buscar el beneficio propio a costa de otro, ya sea otra persona, otro grupo o el propio entorno natural.